# Veemarkt (Kortrijk)
De Veemarkt is een marktplein dat zich in de historische binnenstad van de Belgische stad Kortrijk bevindt. Omwille van het vee dat er reeds eeuwen verhandeld werd en het slachthuis dat er tot midden jaren 1990 stond, staat dit plein nog steeds bekend als de Koeienmarkt. Het plein ontstond na het slopen van de Groentenhallen. Het rechthoekig plein is gesitueerd tussen de Sint-Janslaan/ Wijngaardstraat (waar zich een hoofdingang van het winkelcentrum K in Kortrijk bevindt) en de Groeningelaan. In het laatste decennium van de 20ste eeuw werd onder dit plein een ondergrondse parkeergarage met zes verdiepingen aangelegd. Tegenwoordig is het plein autovrij en zijn er diverse cafés met terrassen.

## Geschiedenis

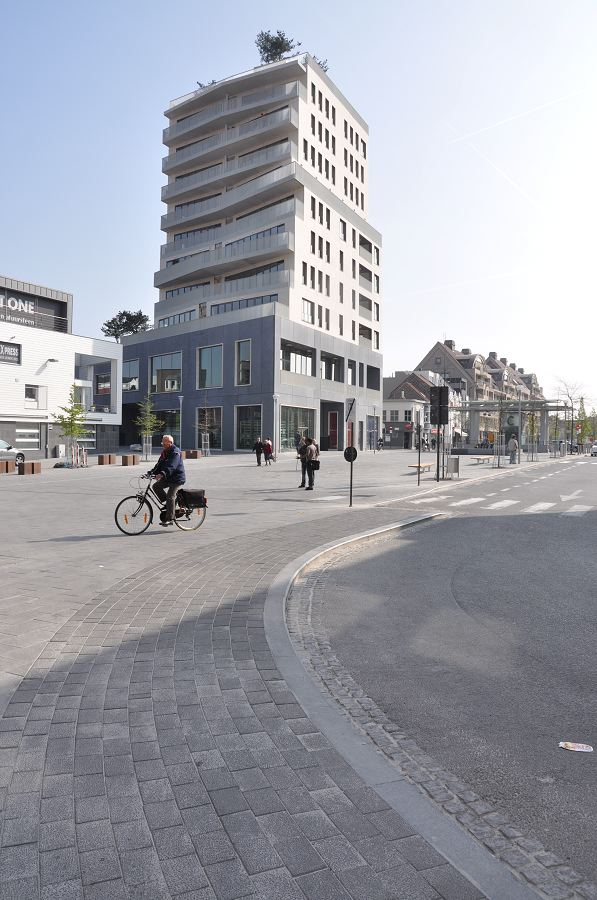
De westerzijde van de Veemarkt met de fontein De Drinkers en de Sint-Janstoren op de achtergrond.

De huidige Veemarkt of Koeienmarkt maakte in de middeleeuwen deel uit van het traject van de versterkte stadsmuren en ligt dan ook op de plaats waar toen een brede muur en gracht liepen. Het plein is ontstaan toen de wallen gedempt werden. Op dit plein werden markten georganiseerd voor veehandelaars. Bijgevolg werd langsheen dit plein een slachthuis opgericht. Als gevolg van de grote bedrijvigheid ten gevolge van deze markten groeide deze buurt uit tot een plek met talrijke herbergen.
In de tweede helft van de twintigste eeuw werd op dit plein een overdekte stadshalle gebouwd, op basis van de gelammeleerd houten spanten van de Kortrijkse Kunstwerkstede Gebroeders De Coene. In deze halle werden voornamelijk groenten- en fruitmarkten gehouden. De hal was opgebouwd uit een houten geraamte dat 133 meter lang, 20 meter breed en 13,5 meter hoog was. De hal stond aan vier zijden open voor weer en wind. Deze halle werd in 1986 terug afgebroken, toen de Kortrijkse Groothandelsmarkt verhuisde naar de stadsrand.
Om tegemoet te komen aan een nijpend tekort aan parkeerplaatsen in de Kortrijkse binnenstad, besloot het college van burgemeester en schepenen in de jaren 1990 een ondergrondse parkeergarage te bouwen. Met de uitvoering hiervan werd aangevangen in 1999.
Op het plein bevinden zich tevens twee standbeelden van twee volkse figuren.
In 2008-2009 werd er op dit plein een torengebouw, de Sint-Janstoren, gebouwd met 11 bouwlagen. Op de onderste twee verdiepingen bevinden zich winkelruimtes, daarboven herbergt dit gebouw appartementen.